# Kupa na Bălgarija 2009-2010
La Coppa di Bulgaria 2009-2010 è stata la 28ª edizione di questo trofeo, e la 70ª in generale di una coppa nazionale bulgara di calcio, iniziata il 16 settembre 2009 e terminata il 5 maggio 2010.  Il Beroe ha vinto il trofeo per la prima volta.

## Turno preliminare
A questo turno partecipano 4 vincitori delle competizioni amatoriali regionali e 2 squadre della Seconda Lega decise con un sorteggio. Il FC Tryavna avanza direttamente al prossimo turno dopo il ritiro dalla coppa della Lokomotiv Stara Zagora.
| Squadra 1                | Risultato  | Squadra 2        |
| ------------------------ | ---------- | ---------------- |
| 16 settembre 2009        |            |                  |
| OFC Devnya               | 1 – 5      | Nesebăr          |
| Marica Plovdiv           | 3 – 2(dts) | Balkan Botevgrad |
| 8 ottobre 2009           |            |                  |
| Lokomotiv 1925 Septemvri | 1 – 3      | Botev Vraca      |

## Primo turno
A questo turno partecipano i 4 vincitori del turno preliminare e le restanti 28 squadre della Seconda Lega.
| Squadra 1         | Risultato  | Squadra 2        |
| ----------------- | ---------- | ---------------- |
| 20 ottobre 2009   |            |                  |
| Ljubimec 2007     | 0 – 5      | Brestnik 1948    |
| 21 ottobre 2020   |            |                  |
| Minyor Radnevo    | 2 – 1      | Kom Berkovica    |
| Šumen             | 0 – 2      | Čern. Balčik     |
| FC Tryavna        | 0 – 1(dts) | Vihren Sandanski |
| Botev Vraca       | 2 – 0      | Spartak Varna    |
| Pomorie           | 1 – 0(dts) | Botev Krivodol   |
| Svilengrad        | 1 – 0      | Akademik Sofia   |
| Marica Plovdiv    | 4 – 1      | Vidima-Rakovski  |
| Dunav Ruse        | 2 – 1(dts) | Spartak Plovdiv  |
| Belite orli       | 2 – 1(dts) | Dobrudža         |
| Septemvri Simitli | 2 – 0      | Svetkavica       |
| Kaliakra          | 3 - 0      | Rodopa Smoljan   |
| Marek Dupnica     | 4 – 0      | Nesebăr          |
| Bdin Vidin        | 0 – 1      | Rilski Sportist  |
| Pirin Goce Delčev | 2 – 0      | Etăr 1924        |
| Čavdar Etropole   | 1 – 0      | Bansko           |

## Sedicesimi di finale
A questo turno partecipano i 16 vincitori del turno precedente e le 16 squadre della Prima Lega.
| Squadra 1              | Risultato       | Squadra 2         |
| ---------------------- | --------------- | ----------------- |
| 24 novembre 2009       |                 |                   |
| Sliven                 | 1 – 0           | Pirin Blagoevgrad |
| 25 novembre 2009       |                 |                   |
| Botev Vraca            | 2 – 0           | Čern. Balčik      |
| Vihren Sandanski       | 0 – 0 (3-4 dtr) | Slavia Sofia      |
| Pomorie                | 3 – 0           | Dunav Ruse        |
| Marek Dupnica          | 2 – 0           | Belite orli       |
| Svilengrad             | 0 – 1           | CSKA Sofia        |
| Rilski Sportist        | 0 – 2           | Čavdar Etropole   |
| Lokomotiv Sofia        | 2 – 1           | Botev Plovdiv     |
| Kaliakra               | 2 – 0           | Lokomotiv Plovdiv |
| Marica Plovdiv         | 3 – 1           | Minyor Radnevo    |
| Lokomotiv Mezdra       | 3 – 0           | Sportist          |
| PSFK Černomorec Burgas | 0 – 2           | Černo More Varna  |
| 2 dicembre 2009        |                 |                   |
| Septemvri Simitli      | 0 – 0 (4-5 dtr) | Minjor Pernik     |
| 3 dicembre 2009        |                 |                   |
| Pirin Goce Delčev      | 0 – 4           | Liteks Loveč      |
| 9 dicembre 2009        |                 |                   |
| Brestnik 1948          | 0 – 2           | Levski Sofia      |
| 10 dicembre 2009       |                 |                   |
| Montana                | 0 – 1           | Beroe             |

## Ottavi di finale
| Squadra 1        | Risultato  | Squadra 2       |
| ---------------- | ---------- | --------------- |
| 12 dicembre 2009 |            |                 |
| Minjor Pernik    | 1 – 0      | Sliven          |
| Pomorie          | 1 – 0      | Botev Vraca     |
| Marek Dupnica    | 1 – 5      | Kaliakra        |
| Marica Plovdiv   | 0 – 1(dts) | Čavdar Etropole |
| Lokomotiv Sofia  | 1 – 2      | Slavia Sofia    |
| CSKA Sofia       | 1 – 0      | Liteks Loveč    |
| 13 dicembre 2009 |            |                 |
| Lokomotiv Mezdra | 0 – 3      | Beroe           |
| Černo More Varna | 4 – 1      | Levski Sofia    |

## Quarti di finale
| Squadra 1       | Risultato       | Squadra 2        |
| --------------- | --------------- | ---------------- |
| 31 marzo 2010   |                 |                  |
| Pomorie         | 2 – 0           | Minjor Pernik    |
| Beroe           | 1 – 0           | CSKA Sofia       |
| Čavdar Etropole | 0 – 0 (4-2 dtr) | Slavia Sofia     |
| Kaliakra        | 0 – 0 (3-2 dtr) | Černo More Varna |

## Semifinali
| Squadra 1       | Risultato       | Squadra 2 |
| --------------- | --------------- | --------- |
| 28 aprile 2010  |                 |           |
| Pomorie         | 1 – 1 (3-0 dtr) | Kaliakra  |
| Čavdar Etropole | 0 – 1           | Beroe     |

## Finale
| Arbitro: | Nikolay Yordanov |

|  |           |                |
|  | Marcatori | 90+2’ Atanasov |